# Різницева схема
Різнице́ва схе́ма — скінченна система алгебраїчних рівнянь, поставлена у відповідність будь-якої диференційної задачі, що містить диференційне рівняння й додаткові умови (наприклад, крайові умови й / або початковий розподіл). Таким чином, різницеві схеми застосовуються для зведення диференційної задачі, що має континуальний характер, до скінченної системі рівнянь, числове розв'язання яких принципово можливе на обчислювальних машинах. Алгебричні рівняння, поставлені у відповідність до диференційних рівнянь, розв'язують застосуванням різницевого методу, що відрізняє теорію різницевих схем від інших числових методів розв'язання диференційних задач (наприклад, проєкційних методів, таких як метод Гальоркіна).
Розв'язок різницевої схеми називають наближеним розв'язком диференційної задачі.
Хоча формальне визначення не накладає суттєвих обмежень на вид алгебричних рівнянь, але на практиці має сенс розглядати тільки ті схеми, які будь-яким чином відповідають диференційній задачі. Важливими поняттями теорії різницевих схем є поняття збіжності, апроксимації, стійкості, консервативності.

## Апроксимація
Кажуть, що диференційний оператор {\displaystyle L(u)}, визначений на функціях {\displaystyle u}, заданих в області {\displaystyle D\subset \mathbb {R} ^{N}}, апроксимується на деякому класі функцій {\displaystyle u\in U} скінченно-різницевим оператором {\displaystyle R_{h}(u_{h})}, визначеним на функціях {\displaystyle u_{h}}, заданих на сітці, що залежить від кроку {\displaystyle h}, якщо виконується умова збіжності
{\displaystyle ||L(u)-R_{h}(u_{h})||\to 0,\ \ h\to 0\ \ \ (\forall u\in U).}
Кажуть, що апроксимація має порядок точності {\displaystyle k}, якщо
{\displaystyle ||L(u)-R_{h}(u_{h})||\leq h^{k}M,\ \ h\to 0\ \ \ (\forall u\in U),}
де {\displaystyle M} - константа, що залежить від конкретної функції {\displaystyle u\in U}, але не залежить від кроку {\displaystyle h}. Норма, використана вище, може бути різною, і поняття апроксимації залежить від її вибору. Часто використовується дискретний аналог норми рівномірної неперервності:
{\displaystyle ||u_{h}||=\max _{n}|u_{h}(x_{n})|,}
іноді використовують дискретні аналоги інтегральних норм.
Приклад. Апроксимація оператора  {\displaystyle L(u)=u_{xx}} скінченно-різницевим оператором
{\displaystyle R_{h}(u_{h})(x_{n})={\frac {u_{n+1}-2u_{n}+u_{n-1}}{h^{2}}},\quad u_{i}=u(x_{i}),\quad x_{i+1}=x_{i}+h,}
на обмеженому інтервалі {\displaystyle D\subset \mathbb {R} } має другий порядок точності на класі гладких функцій {\displaystyle U=C^{4}(D)}.
Скінченно-різницева задача апроксимує диференційну задачу, і апроксимація має порядок точності {\displaystyle k}, якщо й саме диференційне рівняння, й граничні (й початкові) умови апроксимують відповідними скінченно-різницевими операторами з порядком точності не нижче {\displaystyle k}.
Приклад. Апроксимація рівняння теплопровідності {\displaystyle u_{t}-u_{xx}=0} (різницева схема в частинних похідних) скінченно-різницевим рівнянням
{\displaystyle R_{h}(u_{h})=0}, де
{\displaystyle R_{h}(u_{h})(t_{m},x_{n})={\frac {u_{n}^{m+1}-u_{n}^{m}}{\Delta t}}-{\frac {u_{n+1}^{m}-2u_{n}^{m}+u_{n-1}^{m}}{h^{2}}},}
{\displaystyle u_{j}^{i}=u(t_{i},x_{j}),\quad t_{i+1}=t_{i}+\Delta t,\quad x_{j+1}=x_{j}+h,\quad \Delta t=\sigma h^{2},\quad \sigma =const>0,}
має другий порядок точності за координатою й перший порядок точності за часом на класі {\displaystyle C^{4}} гладких функцій.

## Стійкість
Умови апроксимації не достатні для того, щоб результат різницевої схеми прямував до точної відповіді при h→0. У разі схем, коефіцієнти яких не залежать від розв'язку диференційного рівняння, необхідним є справдження умови стійкості. Такі схеми можна подати як певний лінійний оператор, який перетворює значення функції в момент t в значення функції в момент t+h. Умова стійкості вимагає, щоб власні числа (в загальному випадку комплексні) цього оператора не перевищували за модулем 1+ch , де c - деяка константа, при h→0. Якщо ця умова не виконана, то похибки схеми швидко зростають і результат тим гірший, чим менший крок. Якщо виконані як умова апроксимації, так і умова стійкості, то результат різницевої схеми збігається до розв'язку диференційного рівняння (теорема Філіппова-Рябенького).

## Умова Куранта
Умова Куранта - швидкість розповсюдження збурень в різницевій задачі не повинна бути меншою, ніж у диференційної. Якщо ця умова не виконана, то результат різницевої схеми може не збігатися до розв'язку диференційного рівняння. Іншими словами, за один крок за часом частка не повинна «пробігати» більш як один осередок.
Для схем, коефіцієнти яких не залежать від розв'язку диференційного рівняння, умова Куранта випливає зі стійкості.
Для гіперболічних систем рівнянь ця умова часто має вигляд
{\displaystyle \tau \leq \min \left({\frac {h}{|\lambda |_{max}}}\right)}
({\displaystyle \tau } - крок за часом, {\displaystyle h} - крок просторової сітки, {\displaystyle |\lambda |_{max}} - максимальне за модулем власне значення в точці. Мінімум береться за всіма точками сітки.)

## Класифікація схем

### Явні схеми
Явні схеми обчислюють значення сіткової функції через дані сусідніх точок. Приклад явної схеми для диференціювання: {\displaystyle f'(x)={\frac {f(x+h)-f(x-h)}{2h}}} (2-й порядок апроксимації). Явні схеми часто виявляються нестійкими.
Згідно з теоремою Годунова, серед лінійних різницевих схем для рівняння переносу з порядком апроксимації вище першого немає монотонних.

### Неявні схеми
Неявні схеми використовують рівняння, які виражають дані через кілька сусідніх точок результату. Для знаходження результату розв'язують систему лінійних рівнянь. Приклад неявної схеми для рівняння струни: {\displaystyle f(x,t+h)-2f(x,t)+f(x,t-h)=f(x+h,t+h)-2f(x,t+h)+f(x-h,t+h)}. Неявні схеми зазвичай є стійкими.

### Напівнеявні схеми
На одних етапах застосовується явна схема, на інших - неявна (як правило, ці кроки чергують). 
 Приклад - Схема Кранка-Ніколсон, коли розв'язок беруть у вигляді середнього від явної і неявної схеми рішення для підвищення точності

### Компактні схеми
Компактні схеми використовують рівняння, які пов'язують значення результату в декількох сусідніх точках зі значеннями даних в декількох сусідніх точках. Це дозволяє підвищити порядок апроксимації. Приклад компактної схеми для диференціювання: {\displaystyle {\frac {1}{6}}f'(x-h)+{\frac {2}{3}}f'(x)+{\frac {1}{6}}f'(x+h)={\frac {f(x+h)-f(x-h)}{2h}}} (4-й порядок апроксимації).

### Консервативні схеми
Коли різницева схема задовольняє ті самі інтегральні співвідношення (наприклад, збереження енергії, ентропії), що й початкове диференційне рівняння, то кажуть про властивості консервативності. Консервативні схеми зазвичай подають у дивергентному вигляді.
Приклади консервативних схем гідродинаміки - схема Самарського, метод великих часток Білоцерківського.

### Схеми на зміщених сітках
У цих схемах сітки, на яких заданий результат, і дані зміщені відносно один одного. Наприклад, точки результату знаходяться посередині між точками даних. У деяких випадках це дозволяє використовувати більш прості крайові умови.